# Jay Hirano
Jay Hirano（ジェイ・ヒラノ 1983年 - ）は、日本のフォトグラファー、ドラマー、ブロガー、経営者。「社会の仕組みを変える・考える写真をクリエイトする」をテーマに活動中。

## 概要
フリーランスのF1フォトグラファーとして、イギリスと日本を拠点に活動する。ポートレートやライブ・ミュージックをはじめ、数々の作品を発表。
また、レゲエパンクバンド「Smiley & The Underclass」のドラマーを務め、ヨーロッパや日本で数々のツアーを行う。ミュージシャン、フォトグラファーとしても環境保護団体「エクスティンクション・レベリオン」と多くのイベントで関わる。

## 来歴
北海道静内町出身。1995年、中高一貫の男子校へ入学する。高校卒業と同時に両親からロンドン行きの航空券を渡され、一人渡英を決断。2002年に渡英し、ハマースミスの専門学校で1年間ドラムの技術を磨いた。
卒業後はバーテンダーなどの飲食業をはじめ、ビラ配り、引っ越し屋、タクシー運転手、アパレル、カーディーラー、エキストラ、英会話講師、翻訳などの仕事で生計を立てつつ、バンド活動を行う。
2014年、自身が経営するバーで出会ったメンバーと共に、レゲエパンクバンド「Smiley & The Underclass」を結成。「フジロック・フェスティバル」のモデルになった世界最大級の音楽フェス「グラストンベリー・フェスティバル」をはじめ、イギリスやヨーロッパ、日本でツアーを行う。
2019年の新型コロナウィルス蔓延以降は、ロックダウン中のヨーロッパ6カ国を旅しつつ、フォトグラファーの活動に注力。この時に撮影した写真群を、富士フイルムフォトサロンが主催する若手写真家応援プロジェクト「写真家たちの新しい物語」として、2021年に写真展を開催した。
2022年以降はF1フォトグラファーとして、ヨーロッパ全戦、シンガポール、日本グランプリを撮影。

## 主な参加作品

### 写真展
| 開催日     | タイトル                                                  |
| ---------- | --------------------------------------------------------- |
| 2021年10月 | -Lockdown -Recovery, Rebuild, Restart-                    |
| 2022年10月 | -F1・富士フイルムで撮るヨーロッパでの戦いの記録- by X-H2S |

### 著書
| 発売日     | 形態     | タイトル                         |
| ---------- | -------- | -------------------------------- |
| 2021年11月 | 電子書籍 | ON THE EDGE : ロンドンの本当の姿 |